# Маецкий, Радослав
Радосла́в Мае́цкий (пол. Radosław Majecki; родился 16 ноября 1999, Стараховице) — польский футболист, вратарь клуба «Монако» и сборной Польши. Выступает на правах аренды за клуб «Брест».

## Клубная карьера
Уроженец Стараховице, Радослав с 2009 года выступал в футбольной академии «Арка Павлов». Два года спустя стал игроком академии клуба «Островец-Свентокшиски».
С 2014 года выступал в молодёжных командах «Легии».
Сезон 2017/18 Радослав провёл в аренде в клубе «Сталь Мелец», сыграв в 32 матчах второго дивизиона чемпионата Польши.
30 октября 2018 года дебютировал в основном составе «Легии» в матче Кубка Польши против клуба «Пяст». Матч завершился вничью, но по пенальти в следующий раунд прошла «Легия». 3 ноября 2018 года Маецкий дебютировал в Экстракласе (высшем дивизионе чемпионата Польши) в матче против «Гурника» (Забже), сохранив свои ворота «сухими».
В январе 2020 года подписал четырёхлетний контракт с французским клубом «Монако». Дебютировал во французской Лиге 1 13 сентября 2020 года в домашнем матче с «Нантом», отыграв на поле все 90 минут и пропустив 1 мяч. В Кубке Франции сезона 2020/21 сыграл все шесть матчей и дошёл до финала, в котором его команда уступила столичному клубу «Пари Сен-Жермен» со счётом 0:2.

## Карьера в сборной
Выступал за все молодёжные сборные Польши до 16, до 17, до 18, до 19, до 20 лет и до 21 года. В 2019 году вызывался на сборы основной Сборной Польши, но выйти на поле так и не сумел.
4 сентября 2020 года дебютировал за сборную Польши до 21 года в отборочном турнире чемпионата Европы (до 21 года). Сыграл 3 матча, пропустив всего 1 мяч; два других его матча стали «сухими». Заняв второе место в группе, сборная Польши до 21 года не смогла квалифицироваться на МЧЕ-2021.

## Статистика
| Выступление      | Выступление      | Выступление      | Лига | Лига | Лига | Кубки | Кубки | Кубки | Еврокубки | Еврокубки | Еврокубки | Итого | Итого | Итого |
| Клуб             | Лига             | Сезон            | Игры | Голы | С.м  | Игры  | Голы  | С.м   | Игры      | Голы      | С.м       | Игры  | Голы  | С.м   |
| ---------------- | ---------------- | ---------------- | ---- | ---- | ---- | ----- | ----- | ----- | --------- | --------- | --------- | ----- | ----- | ----- |
| → Легия-2        | III Лига         | 2015/16          | 4    | -5   | 1    | -     | -     | -     | -         | -         | -         | 4     | −5    | 1     |
| → Легия-2        | Итого            | Итого            | 4    | -5   | 1    | -     | -     | -     | -         | -         | -         | 4     | -5    | 1     |
| Легия            | Экстракласса     | 2016/17          | 0    | 0    | 0    | 0     | 0     | 0     | 0         | 0         | 0         | 0     | 0     | 0     |
| Легия            | Экстракласса     | 2017/18          | 0    | 0    | 0    | 0     | 0     | 0     | 0         | 0         | 0         | 0     | 0     | 0     |
| Легия            | Экстракласса     | 2018/19          | 14   | -12  | 7    | 3     | -3    | 1     | 0         | -0        | 0         | 17    | -15   | 4     |
| Легия            | Экстракласса     | 2019/20          | 33   | -31  | 12   | 0     | -0    | 0     | 8         | -1        | 7         | 41    | -32   | 19    |
| Легия            | Итого            | Итого            | 47   | -43  | 17   | 3     | -3    | 1     | 8         | -1        | 7         | 58    | -47   | 18    |
| → Сталь (Мелец)  | I Лига           | 2017/18          | 32   | -40  | 10   | 1     | -0    | 1     | -         | -         | -         | 33    | −40   | 11    |
| → Сталь (Мелец)  | Итого            | Итого            | 32   | -40  | 10   | 1     | -0    | 1     | -         | -         | -         | 33    | -40   | 11    |
| Монако           | Лига 1           | 2020/21          | 1    | -1   | 0    | 6     | -3    | 4     | 0         | -0        | 0         | 7     | -4    | 4     |
| Монако           | Итого            | Итого            | 1    | -1   | 0    | 6     | -3    | 4     | 0         | -0        | 0         | 7     | -4    | 4     |
| Всего за карьеру | Всего за карьеру | Всего за карьеру | 84   | -89  | 28   | 10    | -6    | 6     | 8         | -1        | 7         | 102   | -96   | 41    |

### Матчи за сборную Польши до 21 года
| № | Дата                 | Оппонент | Счёт | Пр. голы | Минуты | Соревнование              |
| - | -------------------- | -------- | ---- | -------- | ------ | ------------------------- |
| 1 | 4 сентября 2020 года | Эстония  | 6:0  | 0        | 90'    | Отбор МЧЕ-2021 (группа 5) |
| 2 | 8 сентября 2020 года | Россия   | 1:0  | 0        | 90'    | Отбор МЧЕ-2021 (группа 5) |
| 3 | 17 ноября 2020 года  | Латвия   | 3:1  | 0        | 90'    | Отбор МЧЕ-2021 (группа 5) |

Сыграно матчей: 3. Победы: 3, ничьи: 0, поражения: 0. Пропущено голов: 1. «Сухие матчи»: 2.

## Достижения
«Легия»
- Чемпион Польши (2): 2016/17, 2019/20

«Монако»
- Финалист Кубка Франции: 2020/21